# والتر ويلسون فروغت
والتر ويلسون فروغت (بالإنجليزية: Walter Wilson Froggatt)‏‏ (13 يونيو 1858 في ملبورن - 18 مارس 1937 ) جيولوجي، وعالم حشرات من أستراليا.